# هیپوسپادیاس
هیپوسپادیاس (Hypospadias) یک نقص مادرزادی در پیشابراه (اغلب مردان) است که سوراخ خارجی پیشابراه قبل از گلنس و در سطح تحتانی پنیس قرار دارد. این سوراخ می‌تواند در تنه آلت، اسکروتوم یا حتی میاندوراه باشد.

## بیماری‌زایی و درمان
هایپوسپادیاس در مردان بسیار شایع‌تر از زنان است؛ در زنان مبتلا به‌هایپوسپادیاس، دهانه پیشابراه در داخل مهبل قرار دارد. در کودکان مبتلا به‌هایپوسپادیاس، خطر تشکیل تومور ویلمز (نوعی سرطان کلیه) افزایش می‌یابد. بیماری ممکن است موجب عفونتهای مکرر ادراری، اشکال در کنترل ادرار و حتی ناباروری شود. درمان با عمل جراحی است که گاه متعدد هستند. معمولاً بخاطر احتمال استفاده از پوست پره پوس جهت ترمیم مجرا ختنه این نوزادان به پس از رفع مشکل موکول می‌شود.

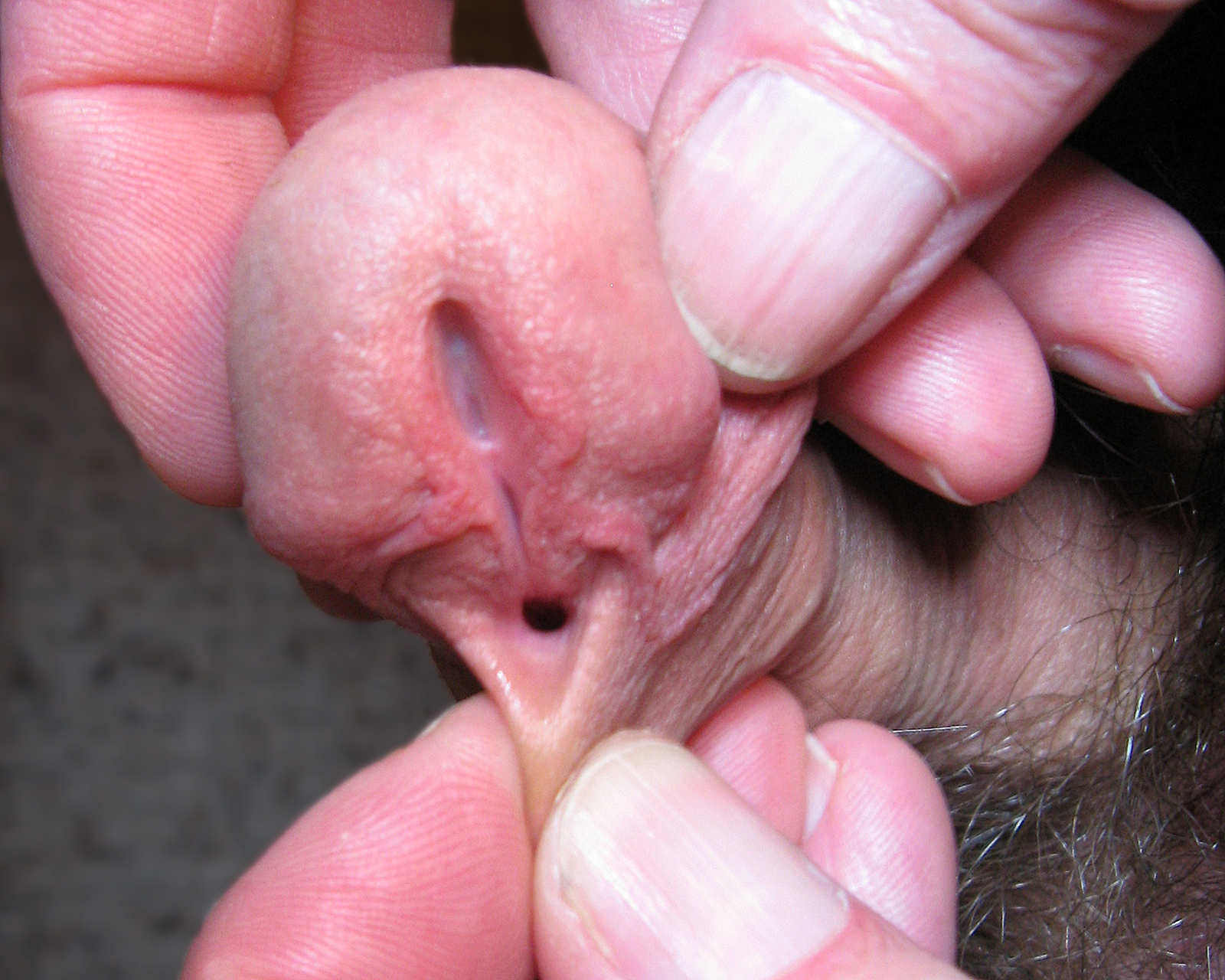
نمونه ای از یک پنیس با هیپوسپادیاس